# آخرین رقص را نگه دار ۲
آخرین رقص را نگه دار ۲ (به انگلیسی: Save the Last Dance 2) فیلمی محصول سال ۲۰۰۶ و به کارگردانی دیوید پترارکا است. در این فیلم بازیگرانی همچون ایزابلا میکو، کلمبوس شورت، آبری دالر، جکلین بیسیت، ایان برنن و نی-یو ایفای نقش کرده‌اند.
این فیلم دنباله فیلم آخرین رقص را نگه دار است.